# История почты и почтовых марок Алжира
История почты и почтовых марок Алжира, государства, расположенного в Северной Африке, соотносится главным образом с почтовыми системами:
- колониальной эпохи, когда начиная с 1830 года Алжир находился под колониальным владычеством со стороны Франции и с 1924 года эмитировал собственные почтовые марки, и
- Алжирской Народной Демократической Республики после обретения ею независимости в 1962 году[1][2].

Алжир входит в число стран — участниц Всемирного почтового союза (ВПС; с 1907), а его нынешним национальным почтовым оператором является государственная компания Algérie Poste.

## Развитие почты
Начальная дата истории почты на территории современного Алжира неясна, но письма, отправленные европейцами в городе Алжире, восходят к 1690 году. Оран контролировался Испанией на протяжении большей части XVIII века, и местные почтовые штемпели известны с 1749 года.
Регулярное почтовое обслуживание в Алжире начинается с установлением французского господства в 1830 году. Первоначально за этот вид связи отвечала французская военная почтовая организация фр. «Tresor et Postes» («Казначейство и почты»), которая была учреждена в Алжире в том же 1830 году. В 1835 году эта служба стала доступна для гражданского населения, но продолжала использовать военные резиновые штампы до 1839 года, после чего обычными стали календарные штемпели с названием города[≡][≡].
Постепенно почтовые конторы перестали быть казначейскими отделениями и в 1860 году стали автономными. Следуя распространению французского колониального влияния вглубь страны, почтовая связь во второй половине XX столетия существенно расширилась во внутренние области. При этом если в 1845 году в Алжире работало 18 почтовых отделений, то к 1860 году их было 97, а к 1880 году — уже 295.
Услуги почты первоначально осуществлялись с помощью курьеров и береговой пароходной службы, организованной французским военно-морским флотом. В 1866 году последняя была передана в распоряжение крупнейшего французского пароходного общества Messageries Maritimes. Начиная с 1862 года сеть железных дорог стала постепенно охватывать страну, и две основные железнодорожные линии Алжир — Оран и Константина — Филипвиль были открыты соответственно в 1870 и 1871 годах.
С 1 января 1849 года и до 1924 года алжирская почта использовала почтовые марки Франции[≡][≡][≡]. Первые почтовые штемпели, применявшиеся для гашения корреспонденции в период с 16 января 1849 года по 31 декабря 1851 года, содержали простую решётку, аналогично французским штемпелям того времени.
Однако после 1852 года почтовое ведомство перешло на номерные штемпели в виде ромба из точек, окружающих число (3710—4448), которое было набрано малыми цифрами и идентифицировало почтовое отделение. С 1863 года стали применять почтовые штемпели с номерами 5000—5171, набранными крупными цифрами[≡]. Большинство из этих номеров были индивидуально назначены для почтовых отделений Алжира.

Ранние почтовые отправления из Алжира во Францию (XIX век)
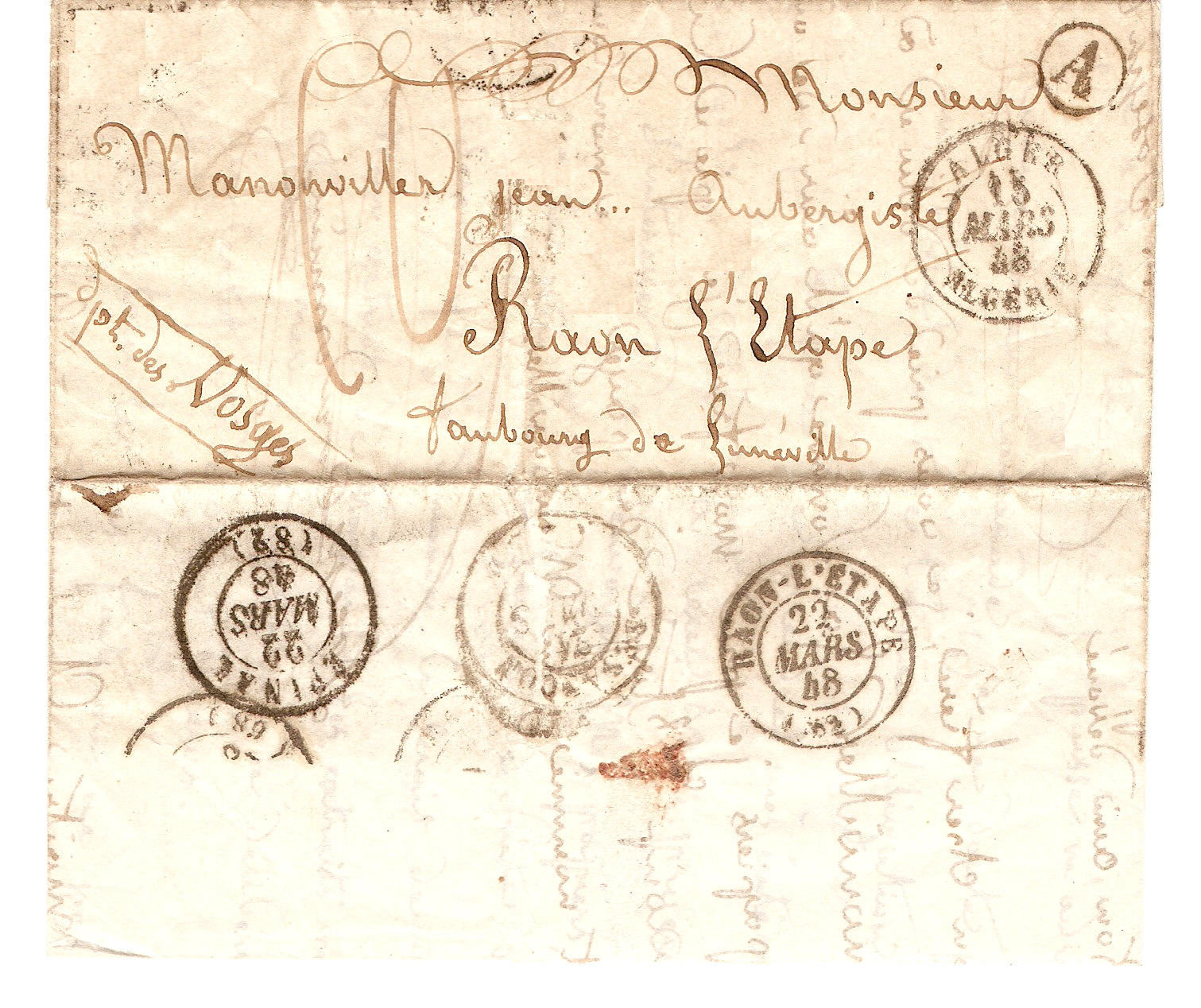
1848: письмо домарочного периода, отправленное в Раон-л'Этап[англ.] и имеющее круглые календарные штемпели[^]
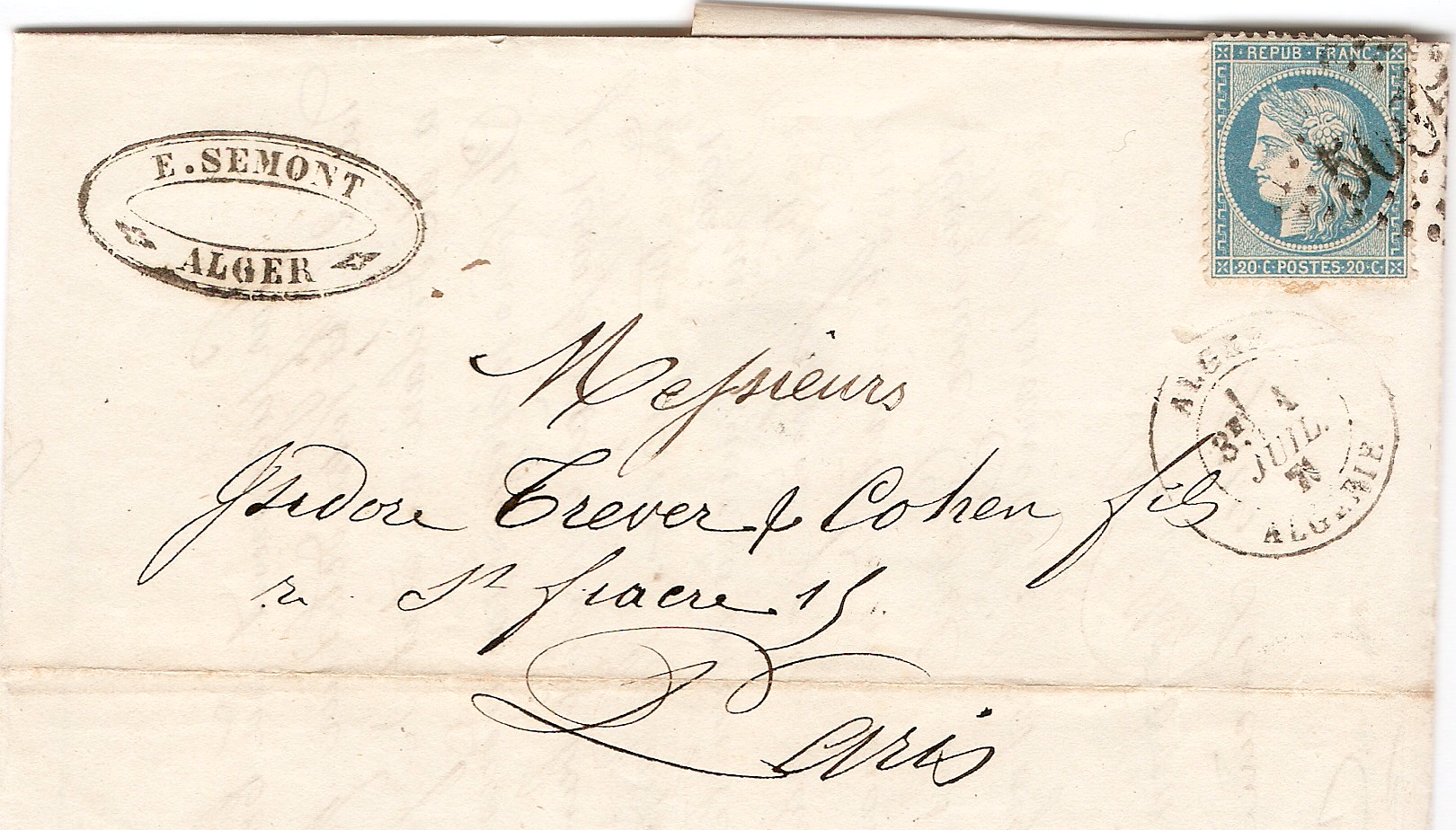
1871: письмо, отправленное в Париж. Французская марка 1870 года, из серии «Церера»[англ.], номиналом в 20 сантимов[^], погашена номерным штемпелем (5005)[^]; на конверте также имеется круглый календарный штемпель[^]

С апреля 1876 года в обиход окончательно вошли календарные штемпели, которыми гасились марки на почтовой корреспонденции. 1 октября 1907 года Французский Алжир присоединился к ВПС.

Французские открытки с фотографиями Алжира (начало XX века)
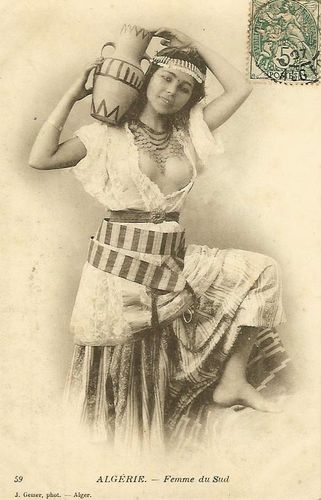
1900-е: фотография Ж. Гейзера[чеш.]. Марка Франции типа «Блан»[фр.] со штемпелем Алжира[^]
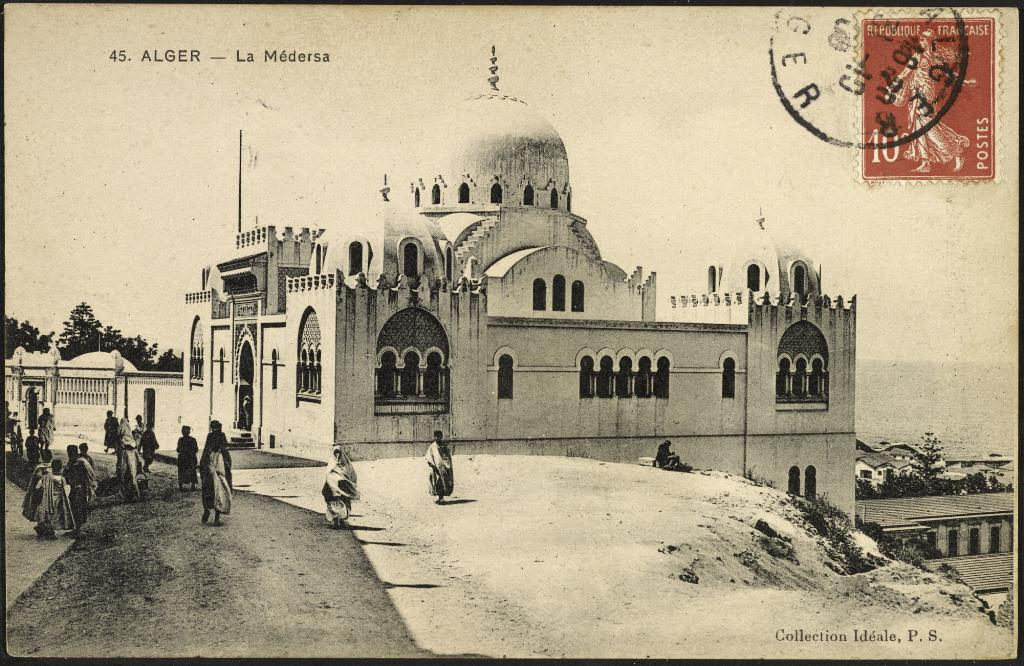
1908: медресе в Алжире. Открытка, франкированная маркой Франции типа «Камея Сеятельница»[фр.][5] и погашенная календарным штемпелем города Алжира[^]
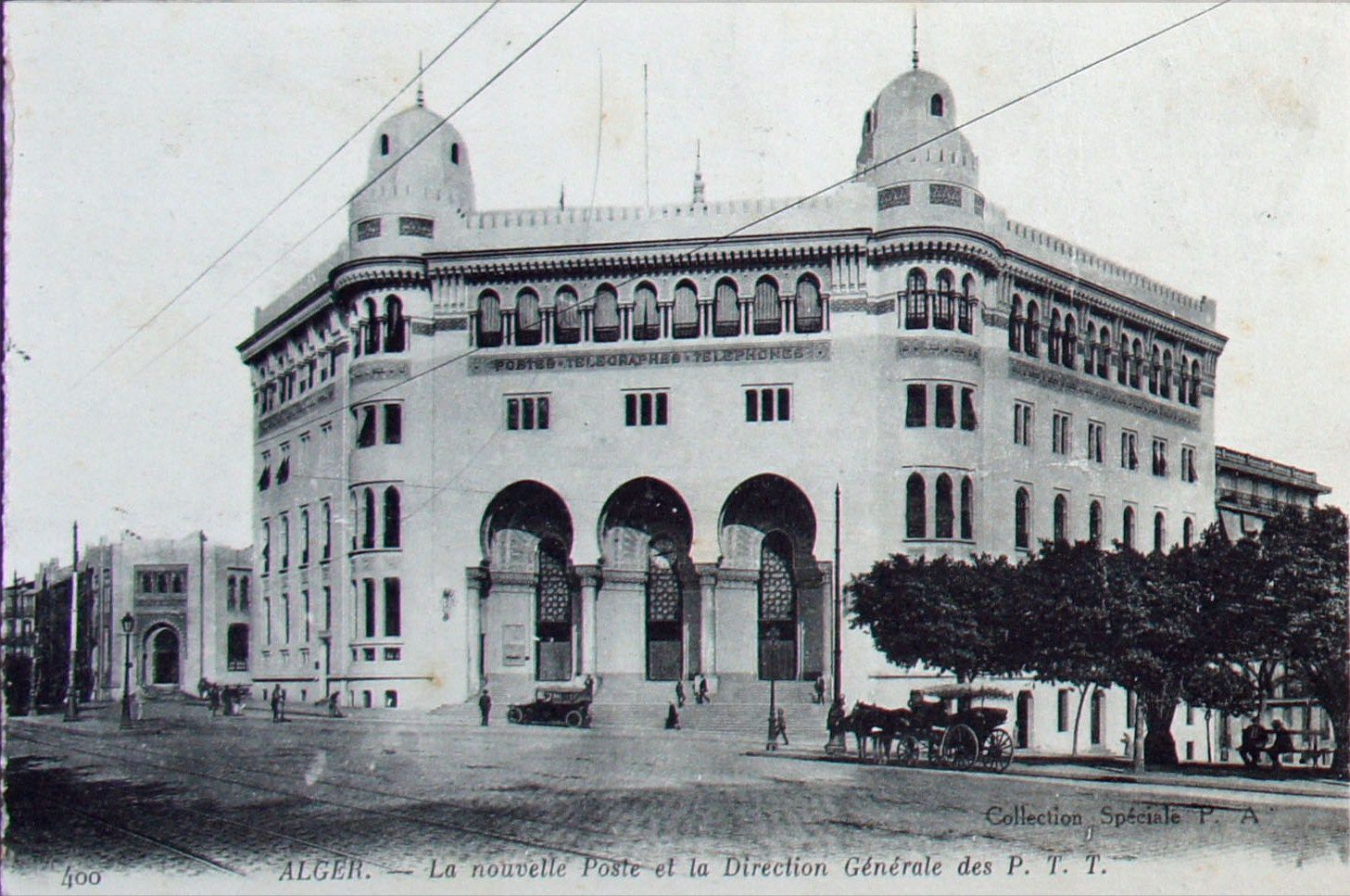
1916: Главпочтамт города Алжира[фр.], в котором в то время располагалось Главное управление почт, телеграфов и телефонов (ПТТ)[фр.] страны

В промежутке между 22 июля 1958 года и 27 июня 1962 года алжирской почтой вновь применялись только марки Франции.
После провозглашения независимости 5 июля 1962 года в Алжире была создана и стала развиваться собственная почтовая служба. В 1969 году алжирской почтовой администрации подчинялись 862 почтовых отделения.
В 1976 году в Алжире работали около 2000 почтовых отделений, более трети которых также осуществляли телефонно-телеграфные операции. Для доставки почтовых отправлений применялись железные дороги, самолёты, автотранспорт, а в глубинных районах — верблюды.
Современное почтовое обслуживание в стране осуществляет государственная компания Algérie Poste, которая подчиняется министру почты и информационно-коммуникационных технологий Алжира (Ministère de la Poste et des Technologies de l’Information et de la Communication).

## Выпуски почтовых марок

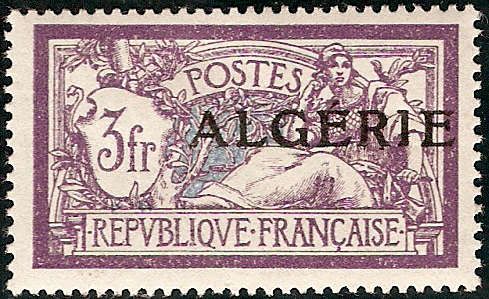

### Французский Алжир

#### Первые марки
Первые собственные марки во Французском Алжире поступили в обращение 8 мая 1924 года, когда на почтовых марках Франции были сделаны  надпечатки «Algérie» («Алжир»)[≡][≡].

#### Последующие эмиссии
В течение следующей пары лет в общей сложности появилось около 32 типов надпечатанных знаков почтовой оплаты. На смену им в 1926 году пришли первые оригинальные почтовые марки непосредственно с надписью «Algérie» («Алжир»). Эта стандартная серия состояла из изготовленных типографским способом марок с изображением четырёх местных видов и в конечном счёте насчитывала 35 типов, номиналом от 1 сантима до 20 франков.

Примеры стандартных марок с надписью «Algérie» («Алжир»), выходивших в 1926 году
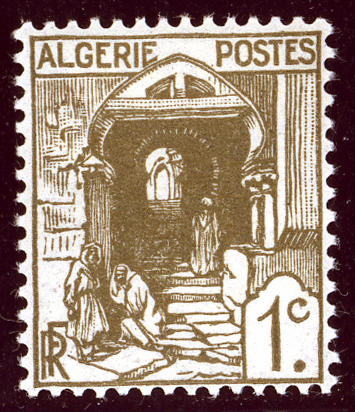
1 сантим (Yt #34)
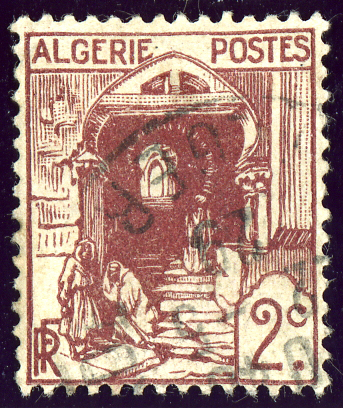
2 сантима (Mi #36; Yt #35)
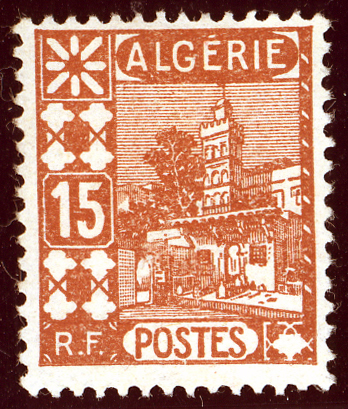
15 сантимов (Mi #40; Yt #39)
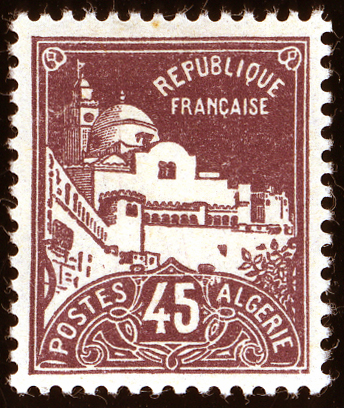
45 сантимов (Mi #47; Yt #46)
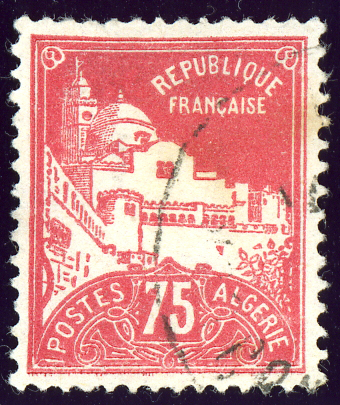
75 сантимов (Yt #49)
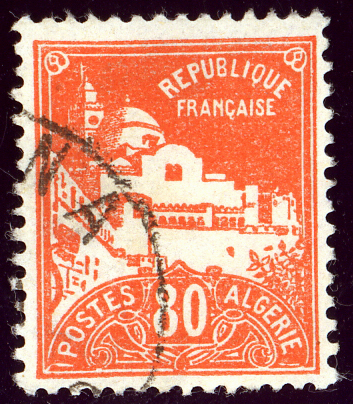
80 сантимов (Mi #51; Yt #50)

Примеры стандартных марок с надписью «Algérie» («Алжир»), выходивших в 1927—1930 годах
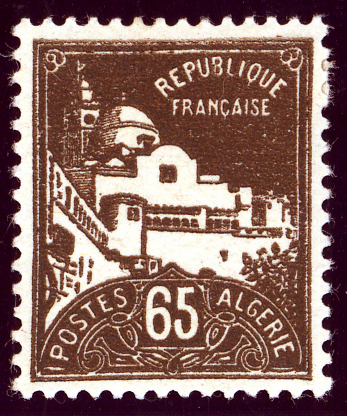
1927: 65 сантимов (Mi #80; Yt #80)
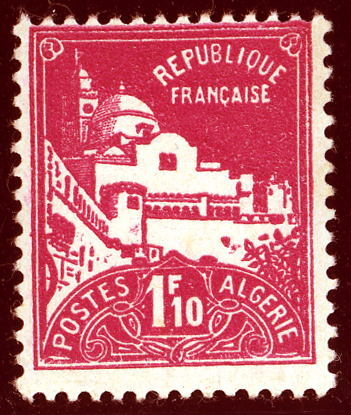
1927: 1 франк 10 сантимов
 (Yt #82)
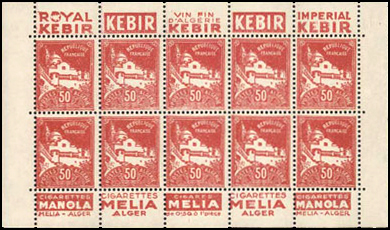
1930: 50 сантимов (Sc #50). Лист марочного буклета с рекламными купонами

Первая памятная марка была эмитирована в 1930 году. Она имела номинал в 10 франков и рисунок, изображающий Алжирский залив, и была посвящена 100-летию французского колониального контроля над страной.
Новая стандартная серия в 1936 году снова изображала местные пейзажи, используя восемь гравированных рисунков для 31 номинала[≡].

Примеры алжирских почтовых марок 1940-х — 1950-х годов
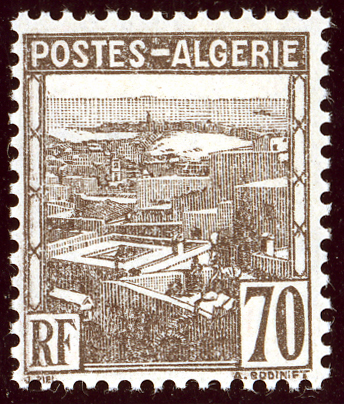
1941: 70 сантимов (Yt #70)[^]
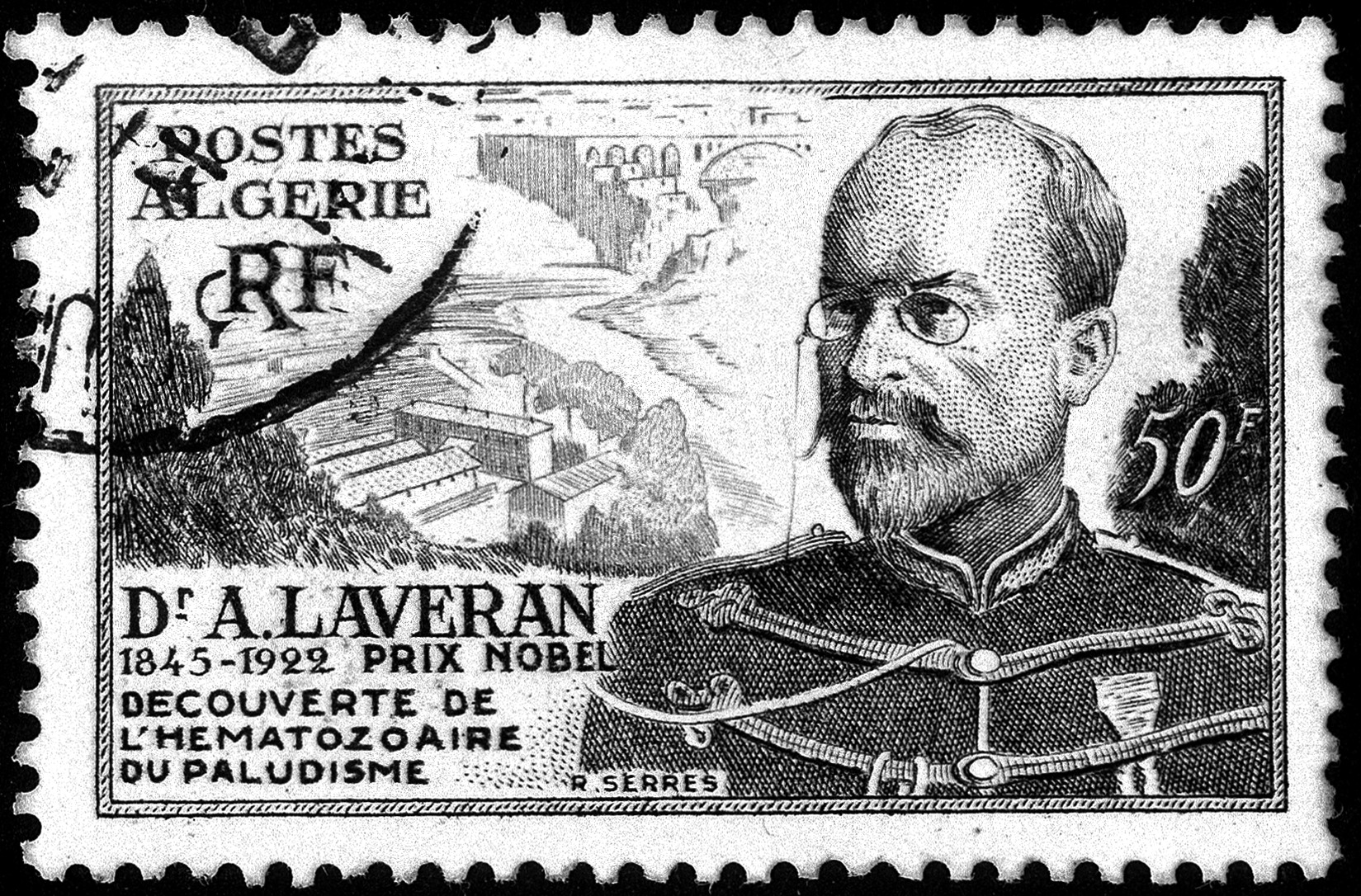
1954: 50 франков. Лауреат Нобелевской премии физиолог Ш. Лаверан

На вышедшей в 1942 году фотолитографической серии были запечатлены гербы алжирских городов, причём она была выпущена как с указанием имени гравёра на нижнем левом поле, так и без него. Кроме того, в этот период была возрождена прежняя надпечатка «Algérie» («Алжир»), которая наносилась на французские почтовые марки по 1947 год.
В 1947 году была эмитирована новая серия из 16 стандартных марок, также изображавшая гербы городов, и оставалась в обращении на протяжении 1950-е годов, наряду с горсткой памятных марок. В период 1958—1962 годов Алжир прекратил эмиссию собственных марок и вернулся к использованию французских.
Всего с 1924 по 1963 год алжирской почтой были выпущены 423 почтовых марки и 16 блоков. На оригинальных марках этого периода встречаются следующие французские надписи: «Postes» («Почта»), «RF» («Французская Республика») и «Algérie» («Алжир»).

### Независимость
Независимый Алжир начал реализацию собственной программы выпуска почтовых марок 2 июля 1962 года путём производившихся на месте надпечаток аббревиатуры «ЕА» (от фр. «État d'Alger» — «Алжирское государство») на имеющихся запасах французских почтовых марок. Эти надпечатки существуют в большом разнообразии цветов и шрифтов. Они оставались в обращении до 31 октября и были заменены на следующий день серией из пяти марок оригинальных рисунков, изображающих местные виды, и с надписью «République algérienne» («Алжирская Республика») на французском и арабском языках. Данный выпуск стал примером первого появления арабских надписей на алжирских почтовых марках.
Стандартные серии Алжира, выпущенные с момента обретения независимости, включают также серию, изображающую профессии, которая увидела свет в 1964 году, серию 1967 года, посвящённую Абд аль-Кадиру, и несколько выпусков с изображением местных видов, издаваемых с 1982 года.
В 1970 году памятной маркой было отмечено столетие со дня рождения В. И. Ленина.
Первые почтовые блоки Алжирской Народной Демократической Республики вышли в свет в 1975 году.

## Другие виды почтовых марок

### Доплатные
С 1926 года в Алжире стали издавать доплатные марки. До 1963 года таковых было выпущено 63 марки. На них могут присутствовать следующие надписи: «Taxe à percevoir» («Сумма, подлежащая доплате»), «Recouvrements valeurs impayées» («Возмещение неоплаченной стоимости») и «Timbre-taxe» («Доплатная марка»).

### Почтово-благотворительные
Начало обращения в Алжире почтово-благотворительных марок относится к 1927 году.

### Авиапочтовые
Авиапочтовые марки стали использоваться в этой стране с 1947 года.

### Пакетные
В Алжире также имели хождение пакетные (посылочные) марки, которых к 1963 году было напечатано 204 вида.

## Выпуски ФКНО
В период борьбы за освобождение Франции во время Второй мировой войны Французским комитетом национального освобождения (ФКНО) были выпущены почтовые марки с изображением Марианны и галльского петуха[≡], рисунки которых были аналогичны рисункам французских почтовых марок.
Выходившие в Алжире в 1943 году марки ФКНО были предназначены для употребления во французских колониях, которые поддерживали Свободную Францию. После высадки французских войск на Корсике в 1943 году и в Южной Франции в 1944 году марки ФКНО стали использоваться и на отвоёванных французских территориях, а с ноября 1944 года — по всей Франции. Всего было эмитировано 27 номиналов подобных марок.

## Выпуски англо-американских войск
В ходе Североафриканской кампании и после неё для нужд англо-американских войск в Алжире применялись особые знаки почтовой оплаты. Так, в 1943 году были эмитированы две телеграфные марки, для чего на алжирских марках была произведена надпечатка аббревиатуры текста «Сообщения экспедиционных войск» и нового номинала (30 франков). Эти марки имели хождение в 1943—1944 годах.

## Цельные вещи
В 1924 году были изданы французские цельные вещи, включая маркированные конверты, бандероли, секретки и почтовые карточки, которые были помечены надпечаткой «Algérie». За ними в 1927 году последовали оригинальные цельные вещи, изготовленные специально для Алжира. Выпуск маркированных конвертов, бандеролей и секреток прекратился в начале 1940-х годов.
Когда Алжир стал независимой республикой в 1962 году, единственной выпущенной цельной вещью была одна почтовая карточка. Впоследствии, в 1976 году, Алжир издал аэрограммы.